# 真·女神转生II
《真·女神转生II》是一款由Atlus制作和发行的角色扮演类游戏。本游戏于1994年3月18日在日本地区超级任天堂发行。
在《真·女神转生II》，玩家控制着角斗士Hawk（ホーク），他能够与恶魔进行交流。游戏剧情与前作《真·女神转生》类似，玩家为第一人称视角，需要探索地牢和恶魔进行战斗。
本作背景接續前作的Law Ending，彌賽亞教於前作的東京原址建立名為Tokyo Millennium的千年王國並成為統治者，並以此作本作舞台。彌賽亞教於Tokyo Millennium實行類近反烏托邦式管治，嚴密管控着子民，而於前作作為Chaos代表蓋亞教則被打成地下組織。